# 722 трасса штата (Невада)
722 трасса штата Невада (англ. Nevada State Route 722; SR 722) — автомагистраль штата длиной 93,566 км в округах Черчилл и Ландер в штате Невада, в США. Трасса представляет собой старый маршрут государственной автомагистрали 50 (US 50) в Неваде, а ранее — шоссе Линкольна. Трасса пересекает горы Десатоя через вершину Карролл. Указатель US 50 был удалён с этой трассы в пользу современного маршрута, который пересекает горы Десатоя через вершину Нью-Пасс; последняя располагается на 340 м ниже и имеет более удобные подъезды с обеих сторон, в отличие от дороги через вершину Карролл.

## Описание маршрута

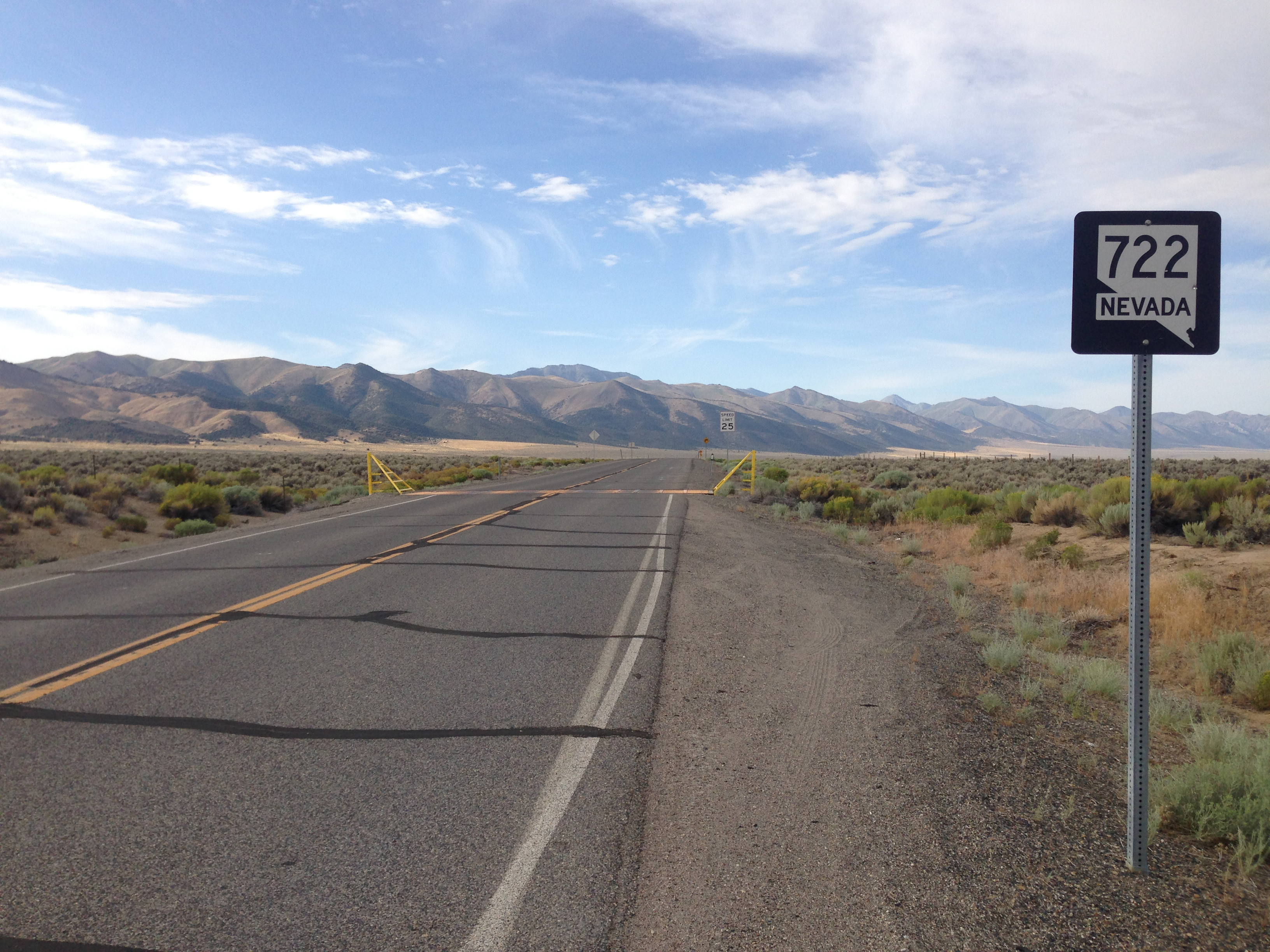
Первый знак в начале трассы на западе

SR 722 отклоняется от US 50 возле придорожной забегаловки в Мидлгейте. Затем она пересекает две вершины: Истгейт на высоте 1558 м и Карролл на высоте 2284 м. На трассе у первой вершины стоит небольшое поселение Истгейт. На западном подъезде к вершине Карролл находится заброшенная зона отдыха. Затем трасса пересекает длинную пустынную долину Смит-Крик и вершину Рейлрод-Пасс на высоте 1960 м в горах Шошоне, после спускается в долину реки Рис, где воссоединяется с US 50 к западу от города Остин.

## История
Маршрут шоссе Линкольн через Неваду, представлявший собой грунтовую дорогу, менялся несколько раз. Первоначальный маршрут Пони-экспресс, который в Неваде стал частью шоссе Линкольна, пересекал горы Десатоя по вершине Баск на высоте 2271 м. На маршруте использовалась трасса, которая сейчас является грунтовой дорогой под названием «Старая сухопутная дорога». Некогда шоссе Линкольн проходило по маршруту, похожему на современный маршрут US 50 между Мидлгейтом и Остином по вершине Нью-Пасс. Современная трасса штата 722 была впервые проложена в 1924—1925 годах в рамках модернизации шоссе Линкольн, чтобы сократить маршрут на 24 км. Несмотря на то, что маршрут по вершинам Карролл и Рейлрод-Пасс был короче и более живописным, в 1930-х годах власти штата снова вернулись к проекту маршрута по вершине Нью-Пасс, который был проложен к 1967 году.